# SMS Kaiser (1858.)
SMS Kaiser, posljednji drveni linijski brod Austrijske ratne mornarice (od 1867. Ces. i kr. ratne mornarice Austro-Ugarske) i njezin jedini linijski brod na vijak. Po nacrtu je sličio britanskom linijskom brodu na vijak Agamemnonu.

## Karakteristike
Kaiser je bio naoružan s 92 topa koji su se nalazili na dvjema palubama. Izvorno je bilo 16 topova od 60 funta, 74 topa od 30 funta i 2 topa od 24 funte težine. Brod je imao tri jarbola i pomoćni parni motor snage 2000 KS (1500 kW). Bio je dug 81 m, širok 17,06 metara, a najvećeg gaza 7,4 m, što je davalo deplasman od 5194 tone. Najveća brzina koju je mogao dosegnuti bila je 12,5 čvorova (23,2 km/h; 14,4 milja na sat).

## Izgradnja
Bio je prvi brod izgrađen u Arsenalu u Puli, a kobilica mu je položena 25. ožujka 1855. godine. Porinut je 4. listopada 1858., a stavljen u službu 1859. godine. Bio je admiralski brod austrijske mornarice. Uskoro je postao tehnološki zastario, jer su došle tehnološki naprednije oklopnjače.

## Služba
Godine 1864. Kaiser je pridružen austrijskim brodovima koji su u drugom ratu za Schleswig služili u obrani njemačke obale Sjevernog mora. Godine 1866. bio je u Viškoj bitci pod admiralom von Tegethoffom. Bio je admiralski brod u drugom klinu. Njime je zapovijedao barun Anton von Petz. Brod je preživio bitku, premda je pretrpio štetu prigodom zarivanja u talijansku oklopnjaču Re di Portogallo.
Kaiser je u Puli obnovljen i rekonstruiran 1869. i 1873. godine. Pretvoren je u bojnu oklopnjaču. Izvorni strojevi su zadržani, a oplata je zamijenjena željeznom. Naoružanje je promijenjeno tako da je brod nosio 10 topova od 23 funte u kazamatima.
1902. godine skinuti su strojevi i naoružanje s Kaisera, brod je preimenovan u Bellonu i do 1918. služio je kao hulk u Puli.